# Étouffement
Pour les articles homonymes, voir étouffement (homonymie).
L'étouffement est l'obstruction mécanique du flux d’air dans les voies respiratoires. Il produit comme conséquence quelque type de détresse respiratoire.
Une fausse route (étouffement par fausse route) est un étouffement causé par l'inhalation involontaire de fragments d'aliments au cours de la déglutition.